# 中国数学奥林匹克
中国数学奥林匹克（Chinese Mathematical Olympiad，CMO）是中国中学生数学竞赛，由中国数学会主办，在每年十二月的全国中学生数学冬令营举行。这项比赛在1991年命名为中国数学奥林匹克。比赛依照国际数学奥林匹克形式，连续两天举行，每天在4小时30分钟内解答3道题目。分数以3分为单位，每题21分，总分126。各省、市、自治区通过全国高中数学联赛选拔选手参赛，还有中国香港、中国澳门、俄罗斯和新加坡代表队。题目难度较国际数学奥林匹克为高，技术性极强。比赛设有一至三等奖。成绩顶尖学生在经过选拔，将进入中国国家集训队，预备次年7月的国际数学奥林匹克。
第二十八屆及以前的中國數學奧林匹克於每年一月進行，預備當年7月的国际数学奥林匹克。自第二十九屆起，中國數學奧林匹克提前至前一年的11月至12月間。故2013年有兩次中國數學奧林匹克，分別對應2013年和2014年的国际数学奥林匹克。
2021年起，本競賽名為全国中学生数学奥林匹克竞赛（决赛）。

## 歷史
1978年，中國收到國際數學奧林匹克的主辦方羅馬尼亞的邀請信，但因為時間倉促，而國內中學數學競賽也是初初復辦，故此未參加。1981年，美國主辦國際數學奧林匹克，是首次在歐洲以外舉行，組委會於1980年邀請中國參賽，先後發出四封邀請信，中國數學會接受邀請並開展準備工作，但到了11月中國科學技術協會負責人未批准參賽，只能取消。之後每年的參賽申請，都未獲上級的正面答覆。至1985年4月，中國代表團參加聯合國教科文組織會議，被問到各大國幾乎都參加國際數學奧林匹克，為何中國作為安理會常任理事國卻未參加。4月30日，代表團回國向領導彙報，領導隨即決定當年就派隊參賽試試。於是5月用當年美國數學邀請賽的試題，選拔出北京和上海的兩名學生，由單墫為他們進行集訓，王壽仁、裘宗滬以觀察員身分帶隊，7月首次參加在芬蘭舉行的國際數學奧林匹克，獲得一面銅牌。1985年12月，中國數學會50週年紀念會，討論國際數學奧林匹克的選拔方法，決定在1986年1月舉辦數學冬令營，選拔學生參加國家集訓隊，進行集訓後，再選出六名中國國家隊員。1990年的數學冬令營開始設立團體獎，團體冠軍獲頒由陳省身捐款製作的流動獎盃「陳省身盃」，刻上陳省身題字「放眼世界」。原獎盃重達15公斤，過於沉重，便於2001年重造新的獎盃，陳省身再為其題字「放眼世界」。1990年中國成功主辦國際數學奧林匹克，是首次在亞洲舉行。1991年1月的冬令營，正式命名為中國數學奧林匹克。
除了1998年，中國數學會遵照中央指示的精神沒有參賽外，中國每年都派隊參加國際數學奧林匹克。1997年底，裘宗滬曾前往台灣，與主辦方商討中國隊出賽事宜，建議為免IMO作為純粹的高中學術活動被政治影響，該屆特別用「中國（大陸）」「中華台北」稱呼兩隊，然而遭到對方以政治原因拒絕。
數學冬令營曾經出現各高校招生人員到場爭搶學生，損害了大學間的關係，也使大學不再如初時般支持舉辦冬令營。從2002年開始，數學冬令營便轉往中學舉辦。
受新冠疫情影響，2021年第三十七屆競賽需延期舉行，2022年第三十八屆競賽以線上考試方式舉行，每個省、市、自治區各設一個考場。

## 参赛资格
CMO的参赛选手主要来自各省高中数学联赛成绩前列的学生，由主辦單位分配各省名額，通称各省“省队”。其名額近年逐漸擴大：2006年CMO約150個名額，2007年增加至約180個，2012年約220個，2013年1月約310個，2023年約550個名額。此外，此前入选集训队的学生可直接获得资格，中国女子数学奥林匹克前约15名參賽學生也獲得CMO資格。
俄罗斯、新加坡、香港、澳门等地也曾派队参加，但不参与获奖排名。

## 獎項和集訓隊選拔
CMO設有一、二、三等獎。早年每屆冬令營邀請高中數學競賽各省市優勝學生大約80人參賽，選出20多人進入國家集訓隊。現時約60名在CMO得分最高的選手，會獲邀請進入國家集訓隊。早年集訓不分階段，其間進行若干次的測試（小考）和一次選拔考試（大考），小考和大考各占總成績的50%，大考與IMO同形式，按總成績選出IMO國家隊隊員。2017年起，集訓分為兩個階段，自2018年起第二階段相隔一段時間在不同中學舉行。第一階段集訓中，進行兩次IMO形式共四天的測試，成績最好的15名學生，會獲選進入第二階段。第二階段集訓中，再進行兩次IMO形式的測試，四次測試總分最高的6人組成中國國家隊。集訓隊成員都獲得大學保送資格，免去高考，讓他們專心訓練。2020年，受新冠疫情影響，國家集訓隊未能舉行集訓，以2019年CMO成績最高六名選手為2020年IMO國家隊成員。

## 历届地点
| 届数   | 年份   | 地点         | 协办单位                                      | 冬令营日期            |
| ------ | ------ | ------------ | --------------------------------------------- | --------------------- |
| 第1届  | 1986年 | 天津南开     | 南开大学                                      | 1月21日—25日          |
| 第2届  | 1987年 | 北京海淀     | 北京大学                                      | 1月12日—16日          |
| 第3届  | 1988年 | 上海杨浦     | 复旦大学                                      | 1月21日—25日          |
| 第4届  | 1989年 | 安徽合肥     | 中国科学技术大学                              | 1月15日—20日          |
| 第5届  | 1990年 | 河南郑州     | 《中学生数理化》编辑部                        | 1月10日—15日          |
| 第6届  | 1991年 | 湖北武汉     | 华中师范大学                                  | 1月10日—15日          |
| 第7届  | 1992年 | 北京海淀     | 北京数学奥林匹克发展中心                      | 1月11日—15日          |
| 第8届  | 1993年 | 山东济南     | 山东大学                                      | 1月5日—11日           |
| 第9届  | 1994年 | 上海杨浦     | 复旦大学                                      | 1月11日—15日          |
| 第10届 | 1995年 | 安徽合肥     | 中国科学技术大学                              | 1月9日—13日           |
| 第11届 | 1996年 | 天津南开     | 南开大学                                      |                       |
| 第12届 | 1997年 | 浙江杭州     | 浙江大学                                      |                       |
| 第13届 | 1998年 | 广东广州     | 广州师范学院                                  | 1月11日—15日          |
| 第14届 | 1999年 | 北京海淀     | 北京大学                                      |                       |
| 第15届 | 2000年 | 安徽合肥     | 中国科学技术大学                              |                       |
| 第16届 | 2001年 | 香港新界     | 香港中文大学                                  | 1月11日—16日          |
| 第17届 | 2002年 | 上海徐汇     | 上海市上海中学                                | 1月25日—30日          |
| 第18届 | 2003年 | 湖南长沙     | 湖南省长沙市第一中学                          | 1月11日—18日          |
| 第19届 | 2004年 | 澳门氹仔     | 澳门大学                                      | 1月6日—11日           |
| 第20届 | 2005年 | 河南郑州     | 郑州外国语学校                                | 1月20日—25日          |
| 第21届 | 2006年 | 福建福州     | 福建省福州第一中学                            | 1月10日—15日          |
| 第22届 | 2007年 | 浙江温州     | 浙江省温州中学                                | 1月25日—30日          |
| 第23届 | 2008年 | 黑龙江哈尔滨 | 哈尔滨师范大学附属中学                        | 1月17日—22日          |
| 第24届 | 2009年 | 海南琼海     | 海南省琼海市嘉积中学                          | 1月7日—12日           |
| 第25届 | 2010年 | 重庆沙坪坝   | 重庆市南开中学校                              | 1月20日—25日          |
| 第26届 | 2011年 | 吉林长春     | 东北师范大学附属中学                          | 1月13日—17日          |
| 第27届 | 2012年 | 陕西西安     | 西北工业大学附属中学                          | 1月5日—9日            |
| 第28届 | 2013年 | 辽宁沈阳     | 辽宁省沈阳市东北育才学校                      | 1月10日—14日          |
| 第29届 | 2013年 | 江苏南京     | 南京师范大学附属中学                          | 12月19日—23日         |
| 第30届 | 2014年 | 重庆渝中     | 重庆市巴蜀中学校                              | 12月19日—22日         |
| 第31届 | 2015年 | 江西鹰潭     | 江西省鹰潭市第一中学                          | 12月14日—18日         |
| 第32届 | 2016年 | 湖南长沙     | 湖南省长沙市雅礼中学                          | 11月21日—25日         |
| 第33届 | 2017年 | 浙江杭州     | 浙江省杭州学军中学                            | 11月13日—17日         |
| 第34届 | 2018年 | 四川成都     | 四川省成都市第七中学                          | 11月12日—16日         |
| 第35届 | 2019年 | 湖北武汉     | 华中师范大学第一附属中学                      | 11月24日—30日         |
| 第36届 | 2020年 | 湖南长沙     | 湖南省长沙市长郡中学                          | 11月22日—28日         |
| 第37届 | 2021年 | 福建福州     | 福建师范大学附属中学                          | 12月19日—25日         |
| 第38届 | 2022年 | 广东深圳     | 广东省深圳中学                                | 12月29日—30日（线上） |
| 第39届 | 2023年 | 湖北武汉     | 武钢三中                                      | 11月26日—12月2日      |
| 第40届 | 2024年 | 浙江寧波     | 浙江省寧波市鎮海中學 浙江省寧波市鎮海蛟川書院 | 11月25日—12月1日      |